# Nomada furva
Nomada furva är en biart som beskrevs av Georg Wolfgang Franz Panzer 1798. Nomada furva ingår i släktet gökbin, och familjen långtungebin. Inga underarter finns listade i Catalogue of Life.